# Nexus 5X
 (décembre 2017).
Le Nexus 5X est le troisième smartphone codéveloppé par Google et par LG.
C'est l'un des deux modèles de la gamme Nexus 2015 de Google. Il est sorti le 30 septembre 2015 et succède au Nexus One, au Nexus S, au Galaxy Nexus, au Nexus 4, au Nexus 5 et au Nexus 6. Son nom de code en interne au sein de l'équipe chargée du développement est Bullhead.

## Annonce officielle
Après plusieurs mois de fuites d'informations, de photos et de vidéos, Google a dévoilé officiellement le Nexus 5X et le Nexus 6P (codéveloppé par Google et Huawei) le 29 septembre 2015 lors d'une conférence de presse organisée par le géant de Mountain View. Tous les deux sont équipés de la nouvelle version d'Android, Android Marshmallow. L'appareil est disponible sur le Google Store dès le lendemain, le 30 septembre 2015.
Il existe 6 versions : carbone (16 Go et 32 Go), quartz (16 Go et 32 Go) et givre (16 Go et 32 Go).

## Caractéristiques techniques

### Matériel
La coque du Nexus 5X reprend le polycarbonate (softouch) du dos de la Nexus 7 (2013) et de la génération précédente de Nexus 5. Ses composants sont proches de ceux du LG G4 : il intègre un processeur Qualcomm Snapdragon 808 hexa-core Cortex A57 (2x 1,8 GHz max) et Cortex A53 (4x 1,4 GHz), 16 ou 32 Go de mémoire interne (sans port micro-SD), une batterie inamovible de 2 700 mAh et le support de la technologie LTE. Le Nexus 5X présente également un écran IPS de 5,2 pouces HD de 1080p ainsi qu'une caméra arrière de 12.3 mégapixels avec un autofocus via un laser infrarouge et une caméra avant de 5 mégapixels capable de filmer en 1080p. Sur la tranche inférieure, on retrouve une prise jack 3,5 mm, ainsi qu'un micro secondaire. Un haut-parleur ainsi que le micro principal se trouvent sur la face avant.

### Système d'exploitation
Le Nexus 5X et le Nexus 6P sont les premiers modèles Android à embarquer nativement la version 6.0 d'Android, nom de code Android Marshmallow. La principale fonctionnalité est l'arrivée de Google Now on tap, initialement disponible uniquement en langue anglaise. L'ensemble de la gamme Nexus depuis le Nexus 5 bénéficie de mises à jour mensuelles sous forme de patchs de sécurité, afin de résoudre les failles identifiées par l'équipe chargée d'Android. Les mises à jour de ce téléphone se sont arrêtées en Novembre 2018. La dernière version d'Android officiellement disponible sur ce téléphone est Android Oreo 8.1. De nombreux OS personnalisés sont disponibles pour les versions d'Android 9 et 10 (Pie et Q) notamment sur XDA-Dévelopeurs